# Високо (община Иг)
Вижте пояснителната страница за други значения на Високо.
Високо (на словенски: Visoko) е село в Словения, регион Средна Словения, община Иг. Според Националната статистическа служба на Република Словения през 2015 г. селото има 247 жители.